# Sh2-74
Sh2-74 è una nebulosa a emissione visibile nella costellazione dell'Aquila.
Si individua nella parte centro-occidentale della costellazione, circa 8° a sud della stella ζ Aquilae; è visibile sul bordo meridionale del grande complesso di nubi oscure noto come Fenditura dell'Aquila, lungo la scia luminosa della Via Lattea. Le sue dimensioni molto ridotte e la sua bassa luminosità fanno sì che per la sua individuazione siano necessari forti ingrandimenti e filtri adatti a mettere in risalto l'idrogeno ionizzato. Il periodo più indicato per la sua osservazione nel cielo serale va da luglio a novembre, da entrambi gli emisferi.
Sh2-74 è una regione H II parzialmente oscurata situata alla distanza di oltre 3100 parsec (10120 anni luce), sul bordo esterno del Braccio del Sagittario, a circa 1000-1200 parsec dalla regione della Nebulosa Aquila. La nube ospita alcuni fenomeni di formazione stellare: al suo interno sono state scoperte alcune sorgenti di radiazione infrarossa provenienti da giovanissime stelle in formazione; fra queste spiccano IRAS 19062+0531 e IRAS 19065+0529, cui si aggiunge IRAS 19050+0524, coincidente con un gruppo di stelle rossastre probabilmente associate ad una densa nube molecolare. Alla lunghezza d'onda delle microonde è stata inoltre rilevata la presenza di un maser ad acqua; sono presenti anche alcune sorgenti di onde radio.
Nella stessa direzione della nube, sebbene a una distanza di circa 5500 parsec dal Sole, si trova la regione di formazione stellare W50, cui è legato l'oggetto esotico SS 433, una stella binaria a raggi X composta da un buco nero (o da una stella di neutroni) accompagnato da una stella bianca molto evoluta.